# Домра
До́мра — лютноподібний щипковий інструмент з 3 або 4 металевими струнами. Домра має корпус напівсферичної форми. Звук струн проводиться за допомогою медіатора. Характерним прийомом звуковидобування є тремоло.
Існують два типи домри:
- Триструнна — стрій EAD
- Чотириструнна — стрій GDAE як у мандоліні або в скрипці.

Не плутати з казахським народним двохструнним інструментом — домбра.
Крім того на сучасному етапі багато дослідників виводять генезу домри як похідну від кобзи, навіть іменуючи її так.

## Історія
Відомості про домру в Росії збереглися у старовинних палацових записах і в лубочних картинках. Гравці на домрі називалися домрачеями. У сучасній українській мові виконавець на домрі зветься домристом. 
У середньовічній Русі вона була основним інструментом народних музикантів і акторів-скоморохів. Скоморохи ходили по селах і містах і влаштовували веселі вистави, в яких часто дозволяли собі небезневинні жарти над боярами і церквою. Це викликало гнів як світської, так і церковної влади і в XVII столітті їх почали засилати або страчувати. Так само страчували і домри. Вона зникла.
З другої половини XVII століття до початку XX століття на Середньому і Північному Уралі в російських селищах існував торнабой — компактний восьмиструнний щипковий інструмент, подібний домрі та українській бандурі. Інструмент, судячи з описів, мав вісім латунних струн, три з яких розташовувалися на грифі, а п'ять — на корпусі інструменту овальної форми. 
В 1896 року студент Василя Васильовича Андреєва знайшов поламаний інструмент в стайні. Його прийняли за домру, про яку згадувалося в російських документах. Андреєв удосконалив інструмент і ввів до Оркестру російських народних інструментів. Пізніше дослідники прийшли до думки, що інструмент імовірно був різновидом балалайки.
Пізніше в 1908 році Г. Любимов в Москві створив варіант домри з чотирма струнами.
Триструнна домра широко розповсюджена в Росії, на відміну від чотириструнної.

## Домра в Україні
В Україні, на відміну від Росії широко розповсюджена виключно 4-струнна домра, яка не має широкого розповсюдження в Росії. 4-струнна домра замінила мандоліну і в деяких районах скрипку в народному побуті.
Факт, що 4-струнна домра не побутує в Росії та була створена лише в XX столітті викликає чимало дискусій в Україні. Гра на російському народному інструменті, на якому в Росії не грають і який не має розповсюдження, породило в професора Київської консерваторії — М. Прокопенка в 1974 році думку перейменувати інструмент в ладкову кобзу. Ця думка тоді не дістала підтримки, але після 1991 року набирає популярності.
Останнім часом Кафедра народних інструментів Київської консерваторії використовує партію інструментів, які відрізняються лише художньою інкрустацією від 4-струнної домри. Цей інструмент називають ладковою кобзою.

## Оркестрові інструменти
Інструменти виготовляють в різних розмірах — піколо, прима, альт, тенор, бас та контрабас. Діапазони інструментів:
3-струнні домри
- Піколо (Piccolodomra) : h1 e2 a2 [2]
- Пріма (Primdomra) : e1 a1 d2 [3]
- Сопрано (Soprandomra ): h e1 a1 [4]
- Альт (Altdomra) : e a d1 T [5]
- Тенор (Tenordomra) : H e a [6]
- Бас (Bassdomra) : E A d [7]
- Контрабас  (Kontrabassdomra (minor)): E1 A1 D Tabulatur siehe [8]
- Контрабас (Kontrabassdomra (major)): A1 D G Tabulatur [9]

4-струнні домри
- Пріма (Primdomra) : g1 d1 a1 e2
- Альт (Altdomra) : c g d  a
- Тенор (Tenordomra) : g d a e
- Бас (Bassdomra) : c g d a
- Контрабас  (Kontrabassdomra (minor)): E1 A1 D G

## Виконавці
- В. М. Івко
- Н. В. Проценко
- М. Т. Лисенко
- М. Міхєєв
- Г. Казаков
- Т. Вольська
- Я. Данилюк
- Л. Шорошева
- Ю. Яценко
- В. Г. Соломін
- А. С. Сом
- С. Білоусова (Колесник)
- В. Кікас